# Терещук Сергій Миколайович
Сергі́й Микола́йович Терещу́к — народний депутат України.

## Біографія
Народився 4 липня 1961 (с. Онопріївка, Тальнівський район, Черкаська область); українець; дружина Марина Захарівна — лікар-кардіолог; дочка Єлизавета (1991).
Освіта: Уманський сільськогосподарський інститут (1979–1984), вчений агроном; Національна академія державного управління при Президентові України, маґістр державного управління.
1970-79 — тракторист, колгосп ім. Мічуріна, с. Онопріївка. 1984 — агроном-насіняр, колгосп ім. Мічуріна. 1984-86 — служба в армії. 1986-87 — агрохімік, колгосп ім. Мічуріна. 1987-89 — завідувач дільниці, колгосп «Здобуток Жовтня», м. Тальне. 1988-90 — директор, Тальнівський опорний пункт Інституту біоорганічної хімії АНУ. 1990-91 — інструктор Черкаського ОК КПУ. 1991 — директор, Черкаського регіонального центру агрофірми «Зоря». 1991-92 — керівник фірми «Агроальянс», м.Черкаси. 1992-94 — голова правління ТОВ "Фірма «Маїс». 1994-99 — голова правління АТ «Маїс INK», м. Черкаси. 1999—2002 — заступник голови з питань агропромислового комплексу Черкаської облдержадміністрації.
1998 — кандидат в народні депутати України, виборчий округ № 196 Черкаської області. З'яв. 80.6%, за 14.4%, 2 місце з 20 претендентів.
Народний депутат України 4-го скликання . 04.2002-04.06, виборчий округ № 195, Черкаської області, висунутий блоком «За єдину Україну!». За 20.73%, 16 суперн. Член фракції «Єдина Україна» (05.-06.2002), уповноважений представник фракції «Аграрники України» (06.-10.2002), уповноважений представник фракцій АПУ (10.2002-06.04), НАПУ (06.2004-03.05), НП (03.2005-04.06); голова підкомітету з питань державного регулювання виробництва та якості сільськогосподарської продукції Комітету з питань аграрної політики та земельних відносин (з 06.2002), член Спеціальної контрольної комісії з питань приватизації (з 06.2002).
2006 кандидат в народні депутати України від Народного блоку Литвина, № 37 в списку. Депутат Черкаської облради (з 04.2006), керівник фракції блоку Литвина; голова Черкаської обласної організації НП, член Політвиконкому НП.
2006 кандидат в народні депутати України від Народного блоку Литвина, № 11 в списку.
Народний депутат України 6-го скликання з 11.2007 від Блоку Литвина, № 11 в списку, голова Черкас. обл. орг. НП.
Заслужений працівник сільського господарства України (10.1997). Почесна грамота КМ України (11.2000).

## Джерело
- https://web.archive.org/web/20071011235504/http://vlada.kiev.ua/fcontent.php?pacode=311
- "Хто є хто в Україні", видавництво "К.І.С." _